# Rudebox (album)
Rudebox is het zevende studioalbum van Robbie Williams, uitgebracht in 2006. Origineel zou het album 1974 heten, naar het geboortejaar van Robbie Williams. Op het album staan twee samenwerkingen met de Britse groep Pet Shop Boys. Op de nummers Bongo Bong & Je Ne T'Aime Plus en Keep On verzorgt Lily Allen de achtergrondzang.

## Tracklist
1. Rudebox
2. Viva Life On Mars
3. Lovelight
4. Bongo Bong & Je Ne T'Aime Plus
5. She's Madonna (met de Pet Shop Boys)
6. Keep On
7. Good Doctor
8. The Actor
9. Never Touch That Switch
10. Louise
11. We're The Pet Shop Boys (met de Pet Shop Boys)
12. Burslem Normals
13. Kiss Me
14. The 80's
15. The 90's
16. Summertime

- Enkele minuten na Summertime volgt de bonustrack Dickhead

## Uitgebrachte singles
| Single met eventuele hitnotering(en) in de Nederlandse Top 40 | Datum van verschijnen | Datum van binnenkomst | Hoogste positie | Aantal weken | Opmerkingen |
| ------------------------------------------------------------- | --------------------- | --------------------- | --------------- | ------------ | ----------- |
| Rudebox                                                       | 4-7-2006              | 9-9-2006              | 4               | 9            |             |
| Lovelight                                                     | 13-11-2006            | 11-11-2006            | 8               | 11           |             |
| She's Madonna                                                 | 2-2007                | 24-2-2007             | 2               | 13           |             |